# 요절복통 007
"요절복통 007"은 한국에서 제작된 김대희 감독의 1966년 영화이다. 천시자 등이 주연으로 출연하였고 박원석 등이 제작에 참여하였다.

## 출연

### 주연
- 천시자
- 서영춘
- 배삼룡
- 송해

## 기타
- 조명: 서병수
- 미술: 이석인